# Beroe (mitología)

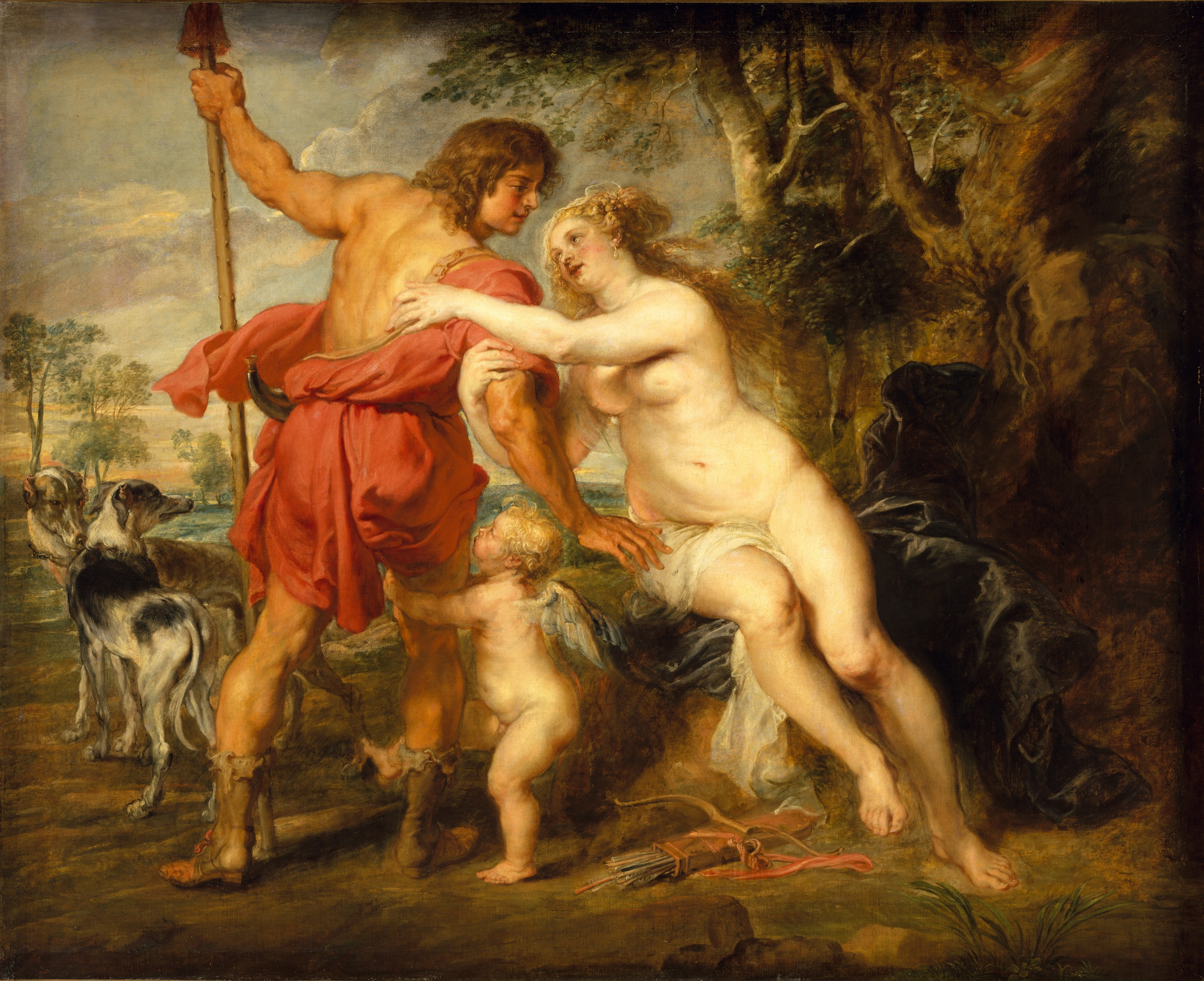
Peter Paul Rubens - Venus y Adonis.

En la mitología griega, Beroe o Béroe (Βερόη / Beróē), también conocida como Amimone (Ἀμυμώνη / Amymṓnē), es una ninfa libanesa descrita por Nono de Panópolis.
El autor nos dice que en su honor fue nombrada la ciudad de Beritos, la actual Beirut, en el Líbano. Beroe representaba el manantial que suministraba agua potable a la ciudad fenicia. Unos dicen que Beroe era hija de Océano y Tetis. Algunos la consideran la única hija que tuvo Afrodita con el hermoso Adonis, y es por esto por lo que la diosa de la belleza se molestó en ir hasta donde moraba Harmonía (que poseía los oráculos de Ofión) para pedirle el don de la justicia para la citada ciudad. Tanto Dioniso como Poseidón se enamoraron perdidamente de Beroe, a la que las divinidades habían dotado de singular belleza y sabiduría, y le ofrecieron valiosos presentes. Temerosa por su hija, Afrodita intervino convenciendo a los dos pretendientes para que combatieran entre ellos por la mano de su hija, prometiendo el perdedor no tomar represalias y seguir favoreciendo a la ciudad de Beritos. Del combate que siguió salió vencedor el dios del mar, que hizo a Beroe su consorte y puso a su disposición a todos los habitantes del reino marino.